# Aleurotrachelus souliei
Aleurotrachelus souliei là một loài côn trùng cánh nửa trong họ Aleyrodidae, phân họ Aleyrodinae.
Aleurotrachelus souliei được Cohic miêu tả khoa học đầu tiên năm 1969.